# 9-я гвардейская штурмовая авиационная дивизия
9-я гвардейская штурмовая авиационная Красноградская Краснознамённая ордена Суворова дивизия (9-я гв. шад) — соединение Военно-воздушных сил (ВВС) Вооружённых сил РККА штурмовой авиации, принимавшее участие в боевых действиях Великой Отечественной войны.

## История наименований дивизии
- ВВС 52-й армии;
- 292-я штурмовая авиационная дивизия[1];
- 292-я штурмовая авиационная Красноградская дивизия (19.09.1943 г.);
- 9-я гвардейская штурмовая авиационная Красноградская дивизия;
- 9-я гвардейская штурмовая авиационная Красноградская Краснознамённая дивизия;
- 9-я гвардейская штурмовая авиационная Красноградская Краснознамённая ордена Суворова дивизия[2];
- 9-я гвардейская штурмовая авиационная Красноградская Краснознамённая ордена Суворова дивизия[2];
- Войсковая часть (Полевая почта) 30007.

## Создание дивизии
292-я Красноградская штурмовая авиационная дивизия 5 февраля 1944 года за образцовое выполнение боевых задании командования на фронте борьбы с фашистскими захватчиками и проявленные при этом высокое воинское мастерство, доблесть и мужество преобразована в гвардейскую дивизию и получила наименование 9-я гвардейская штурмовая авиационная Красноградская дивизия.

## Расформирование дивизии

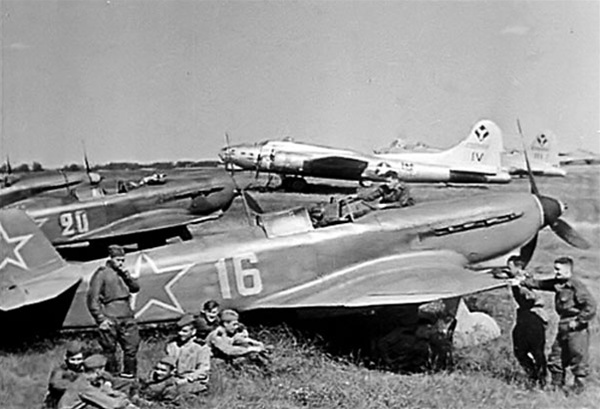

9-я гвардейская штурмовая авиационная Красноградская Краснознаменная ордена Суворова II степени дивизия 24 сентября 1946 года была расформирована в составе 1-го гвардейского штурмового авиационного корпуса 2-й воздушной армии Центральной группы войск на аэродроме Цвёльфаксинг (Цвёльфаксинг) в Австрии.

## В действующей армии
В составе действующей армии:
- с 05 февраля 1944 года по 11 мая 1945 года.

## Командиры дивизии
- [5] Генерал-майор авиации Агальцов Филипп Александрович[6], период нахождения в должности: с 5 февраля 1944 года по 18 ноября 1944 года.
- Подполковник Донченко Семён Алексеевич[6], период нахождения в должности: с 19 ноября 1944 года по 24 сентября 1946 года.

## В составе объединений
| Дата          | Фронт (округ)            | Армия               | Корпус                                       | Примечания |
| ------------- | ------------------------ | ------------------- | -------------------------------------------- | ---------- |
| 05.02.1944 г. | 2-й Украинский фронт     | 5-я воздушная армия | 1-й гвардейский штурмовой авиационный корпус | -          |
| 02.07.1944 г. | 1-й Украинский фронт     | 2-я воздушная армия | 1-й гвардейский штурмовой авиационный корпус | -          |
| 11.05.1945 г. | 1-й Украинский фронт     | 2-я воздушная армия | 1-й гвардейский штурмовой авиационный корпус | -          |
| 10.06.1945 г. | Центральная группа войск | 2-я воздушная армия | 1-й гвардейский штурмовой авиационный корпус | -          |
| 24.09.1946 г. | Центральная группа войск | 2-я воздушная армия | 1-й гвардейский штурмовой авиационный корпус | -          |

## Части и отдельные подразделения дивизии
За весь период своего существования боевой состав дивизии не претерпевал изменения:
| Период                  | Наименование                                 | Вооружение |
| ----------------------- | -------------------------------------------- | ---------- |
| 05.02.1944 — 24.09.1946 | 141-й гвардейский штурмовой авиационный полк | Ил-2       |
| 05.02.1944 — 24.09.1946 | 144-й гвардейский штурмовой авиационный полк | Ил-2       |
| 05.02.1944 — 24.09.1946 | 155-й гвардейский штурмовой авиационный полк | Ил-2       |

## Участие в операциях и битвах
- Корсунь-Шевченковская операция[7] — с 5 февраля 1944 года по 17 февраля 1944 года.
- Уманско-Ботошанская операция[7] — с 5 марта 1944 года по 17 апреля 1944 года.
- Львовско-Сандомирская операция[7] — с 13 июля 1944 года по 29 августа 1944 года.
- Карпатско-Дуклинская операция[7] — с 8 сентября 1944 года по 28 октября 1944 года.
- Сандомирско-Силезская операция[7] — с 12 января 1945 года по 3 февраля 1945 года.
- Нижне-Силезская операция[7] — с 8 февраля 1945 года по 24 февраля 1945 года
- Верхне-Силезская операция[7] — с 15 марта 1945 года по 31 марта 1945 года
- Берлинская операция[7] — с 16 апреля 1945 года по 8 мая 1945 года
- Пражская операция[7] — с 6 мая 1945 года по 11 мая 1945 года

## Почётные наименования

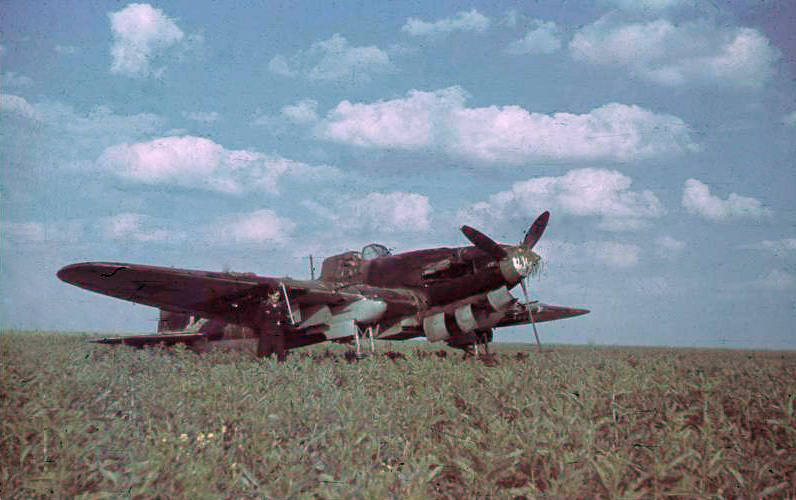
Самолёт Ил-2

- 141-му гвардейскому штурмовому авиационному полку присвоено почётное наименование «Сандомирский»[8]
- 144-му гвардейскому штурмовому авиационному полку присвоено почётное наименование «Львовский»[9]

## Награды
- 9-я гвардейская штурмовая авиационная Красноградская дивизия Указом Президиума Верховного Совета СССР от 9 августа 1944 года за образцовое выполнение заданий командования в боях с немецкими захватчиками при прорыве обороны немцев на Львовском направлении, проявленные при этом доблесть и мужество награждена Орденом Красного Знамени[10].
- 9-я гвардейская штурмовая авиационная Красноградская Краснознамённая дивизия за образцовое выполнение заданий командования в боях с немецкими захватчиками при овладении городами Сосновец, Домброва Гурне, Челядзь и Мысловице и проявленные при этом доблесть и мужество Указом Президиума Верховного Совета СССР от 5 апреля 1945 года награждена орденом «Суворова II степени»[11].
- 141-й гвардейский штурмовой авиационный Сандомирский полк за образцовое выполнение заданий командования в боях с немецкими захватчиками, за вторжение в немецкую Силезию и проявленные при этом доблесть и мужество награждён Указом Президиума Верховного Совета СССР от 19 февраля 1945 года орденом «Кутузова III степени»[11].
- 141-й гвардейский штурмовой авиационный Сандомирский ордена Кутузова полк Указом Президиума Верховного Совета СССР от 26 апреля 1945 года за образцовое выполнение заданий командования в боях при прорыве обороны немцев и разгроме войск противника юго-западнее Оппельн и проявленные при этом доблесть и мужество награждён орденом Красного Знамени[11].
- 144-й гвардейский штурмовой авиационный Львовский полк Указом Президиума Верховного Совета СССР от 26 апреля 1945 года за образцовое выполнение заданий командования в боях при прорыве обороны немцев и разгроме войск противника юго-западнее Оппельн и проявленные при этом доблесть и мужество награждён орденом Александра Невского[11].
- 144-й гвардейский штурмовой авиационный Львовский ордена Александра Невского полк Указом Президиума Верховного Совета СССР от 4 июня 1945 года за образцовое выполнение заданий командования в боях с немецкими захватчиками при ликвидации группы немецких войск, окруженной юго-восточнее Берлина и проявленные при этом доблесть и мужество награждён орденом Богдана Хмельницкого II степени[11].
- 155-й гвардейский штурмовой авиационный Киевский полк за образцовое выполнение заданий командования в боях с немецкими захватчиками за вторжение в немецкую Силезию и проявленные при этом доблесть и мужество награждён Указом Президиума Верховного Совета СССР от 19 февраля 1945 года награждён орденом «Красного Знамени»[11].
- 155-й гвардейский штурмовой авиационный Киевский Краснознамённый полк за образцовое выполнение заданий командования в боях с немецкими захватчиками по завершению окружения Берлина, овладению городами Науйен, Эльшталь, Рорбек, Марквардт, Кетцин и проявленные при этом доблесть и мужество Указом Президиума Верховного Совета СССР от 28 мая 1945 года награждён орденом «Кутузова III степени»[11].

## Благодарности Верховного Главнокомандующего
Верховным Главнокомандующим воинам дивизии в составе корпуса объявлены благодарности:
- За отличие в боях при овладении городами Порицк, Горохов, Радзехов, Броды, Золочев, Буек, Каменка, городом и крупным железнодорожным узлом Красное и занятии свыше 600 других населенных пунктов[12].
- За отличие в боях при овладении важным хозяйственно-политическим центром и областным городом Украины Львов — крупным железнодорожным узлом и стратегически важным опорным пунктом обороны немцев, прикрывающим пути к южным районам Польши[13].
- за овладение городами Крайцбург, Розенберг, Питшен, Ландсберг и Гуттентаг[14]
- за овладение городами Оппельн, Равич и Трахенберг[15]
- За отличие в боях при овладении центром Силезского промышленного района городом Глейвиц и в Польше городом Хжанув[16].
- За отличие в боях при овладении городом Гинденбург[17].
- За отличие в боях при овладении городами Сосновец, Бендзин, Домброва-Гурне, Челядзь и Мысловице — крупными центрами Домбровского угольного района[18].
- За отличие в боях при овладении городами Олау, Бриг, Томаскирх, Гротткау, Левен и Шургаст — важными узлами коммуникаций и сильными опорными пунктами обороны немцев на западном берегу Одера[19].
- за овладение городами Лигниц, Штейнау, Любен, Гайнау, Ноймаркт и Кант[20]
- За отличие в боях при овладении в Силезии, западнее Одера, городами Нейссе и Леобшютц[21].
- За отличие в боях при овладении городами Ратибор и Бискау[22].
- За отличие в боях при овладении городами Котбус, Люббен, Цоссен, Беелитц, Лукенвальде, Тройенбритцен, Цана, Мариенфельде, Треббин, Рангсдорф, Дидерсдорф, Тельтов и вход с юга в столицу Германии Берлин[23].
- За отличие в боях по завершению окружения Берлина и за отличие в боях при овладении городами Науен, Эльшталь, Рорбек, Марквардт[24].
- За отличие в боях при овладении городам Виттенберг — важным опорным пунктом обороны немцев на реке Эльба[25].
- За ликвидацию группы немецких войск, окруженной юго-восточнее Берлина[26].
- За отличие в боях при разгроме берлинской группы немецких войск овладением столицы Германии городом Берлин — центром немецкого империализма и очагом немецкой агрессии[27].
- за освобождение города Прага[28]

Особо отмечена в приказах Верховного Главнокомандующего:
- За отличие в боях при овладении городом Сандомир и За отличие в боях при овладении сандомирским плацдармом[29].
- За отличие в боях при овладении городами Ченстохова, Пшедбуж и Радомско[30].
- За отличие в боях при овладении городом Краков[31].
- За отличие в боях при овладении в Домбровском угольном районе городами Катовице, Семяновиц, Крулевска Гута (Кенигсхютте), Миколув (Николаи) и в Силезии городом Беутен[32].
- За разгром окруженной группировки противника юго-западнее Оппельна и овладении в Силезии городами Нойштадт, Козель, Штейнау, Зюльц, Краппитц, Обер-Глогау, Фалькенберг[33].
- за овладение городами Штрелен и Рыбник[34]
- За отличие в боях по завершению окружения Берлина и за отличие в боях при овладении городами Науен, Эльшталь, Рорбек, Марквардт[24].

## Отличившиеся воины дивизии
За проявленное мужества в период Великой Отечественной войны 32-м воинам дивизии присвоено звание Героя Советского Союза, а 5 человек удостоены этого звания дважды.

### Дважды Герои Советского Союза
- Андрианов Василий Иванович, гвардии капитан, командир эскадрильи 141-го гвардейского штурмового авиационного полка 9-й гвардейской штурмовой авиационной дивизии 1-го гвардейского штурмового авиационного корпуса 2-й воздушной армии 27 июня 1945 года Указом Президиума Верховного Совета СССР удостоен звания Дважды Героя Советского Союза. Золотая Звезда № 6036.
- Бегельдинов Талгат Якубекович — гвардии капитан, командир эскадрильи 144-го гвардейского штурмового авиационного полка 9-й гвардейской штурмовой авиационной дивизии 1-го гвардейского штурмового авиационного корпуса 2-й воздушной армии 27 июня 1045 года Указом Президиума Верховного Совета СССР удостоен звания Дважды Героя Советского Союза. Золотая Звезда № 6554.
- Михайличенко Иван Харлампиевич, гвардии старший лейтенант, командир эскадрильи 141-го гвардейского штурмового авиационного полка 9-й гвардейской штурмовой авиационной дивизии 1-го гвардейского штурмового авиационного корпуса 2-й воздушной армии 27 июня 1945 года Указом Президиума Верховного Совета СССР удостоен звания Дважды Героя Советского Союза. Золотая Звезда № 2/69.
- Одинцов Михаил Петрович, гвардии майор, заместитель командира 155-го гвардейского штурмового авиационного полка 9-й гвардейской штурмовой авиационной дивизии 1-го гвардейского штурмового авиационного корпуса 2-й воздушной армии 27 июня 1945 года Указом Президиума Верховного Совета СССР удостоен звания Дважды Героя Советского Союза. Золотая Звезда № 6035.
- Столяров Николай Георгиевич, гвардии капитан, штурман 141-го гвардейского штурмового авиационного полка 9-й гвардейской штурмовой авиационной дивизии 1-го гвардейского штурмового авиационного корпуса 2-й воздушной армии 27 июня 1945 года Указом Президиума Верховного Совета СССР удостоен звания Дважды Героя Советского Союза. Золотая Звезда № 2/71.

### Герои Советского Союза
| - Бегельдинов Талгат Якубекович, гвардии старший лейтенант, заместитель командира эскадрильи 144-го гвардейского штурмового авиационного полка 9-й гвардейской штурмовой авиационной дивизии 1-го гвардейского штурмового авиационного корпуса 5-й воздушной армии 26 октября 1944 года Указом Президиума Верховного Совета СССР удостоен звания Герой Советского Союза. Золотая Звезда № 4619 - Бегельдинов Талгат Якубекович, гвардии капитан, командир эскадрильи 144-го гвардейского штурмового авиационного полка 9-й гвардейской штурмовой авиационной дивизии 1-го гвардейского штурмового авиационного корпуса 2-й воздушной армии 27 июня 1945 года Указом Президиума Верховного Совета СССР удостоен звания Дважды Героя Советского Союза. Золотая Звезда № 6554 - Верёвкин Василий Трофимович, гвардии капитан, командир эскадрильи 155-го гвардейского штурмового авиационного полка 9-й гвардейской штурмовой авиационной дивизии 1-го гвардейского штурмового авиационного корпуса 5-й воздушной армии 26 октября 1944 года Указом Президиума Верховного Совета СССР удостоен звания Герой Советского Союза. Посмертно - Блинов Павел Фёдорович, гвардии старший лейтенант, командир звена 141-го гвардейского штурмового авиационного полка 9-й гвардейской штурмовой авиационной дивизии 1-го гвардейского штурмового авиационного корпуса 2-й воздушной армии 10 апреля 1945 года Указом Президиума Верховного Совета СССР удостоен звания Герой Советского Союза. Золотая Звезда № 6080 - Балабин Юрий Михайлович, гвардии капитан, штурман 144-го гвардейского штурмового авиационного полка 9-й гвардейской штурмовой авиационной дивизии 1-го гвардейского штурмового авиационного корпуса 2-й воздушной армии 27 июня 1945 года Указом Президиума Верховного Совета СССР удостоен звания Герой Советского Союза. Золотая Звезда № 6521 - Бойков Иван Тимофеевич, гвардии старший лейтенант, командир эскадрильи 155-го гвардейского штурмового авиационного полка 9-й гвардейской штурмовой авиационной дивизии 1-го гвардейского штурмового авиационного корпуса 2-й воздушной армии 27 июня 1945 года Указом Президиума Верховного Совета СССР удостоен звания Герой Советского Союза. Золотая Звезда № 4829 - Гридинский Александр Иванович, гвардии лейтенант, заместитель командира эскадрильи 144-го гвардейского штурмового авиационного полка 9-й гвардейской штурмовой авиационной дивизии 1-го гвардейского штурмового авиационного корпуса 2-й воздушной армии 6 мая 1965 года Указом Президиума Верховного Совета СССР удостоен звания Герой Советского Союза. Посмертно - Куличев Иван Андреевич, гвардии лейтенант, командир звена 155-го гвардейского штурмового авиационного полка 9-й гвардейской штурмовой авиационной дивизии 1-го гвардейского штурмового авиационного корпуса 5-й воздушной армии 26 октября 1944 года Указом Президиума Верховного Совета СССР удостоен звания Герой Советского Союза. Золотая Звезда № 4611 - Компаниец Алексей Петрович, гвардии майор, командир 141-го гвардейского штурмового авиационного полка 9-й гвардейской штурмовой авиационной дивизии 1-го гвардейского штурмового авиационного корпуса 2-й воздушной армии 27 июня 1945 года Указом Президиума Верховного Совета СССР удостоен звания Герой Советского Союза. Золотая Звезда № 6594 - Коптев Михаил Иванович, гвардии лейтенант, командир звена 144-го гвардейского штурмового авиационного полка 9-й гвардейской штурмовой авиационной дивизии 1-го гвардейского штурмового авиационного корпуса 2-й воздушной армии 27 июня 1945 года Указом Президиума Верховного Совета СССР удостоен звания Герой Советского Союза. Золотая Звезда № 6593 - Кузнецов, Пётр Нифонтович, гвардии майор, штурман 155-го гвардейского штурмового авиационного полка 9-й гвардейской штурмовой авиационной дивизии 1-го гвардейского штурмового авиационного корпуса 5-й воздушной армии 26 октября 1944 года Указом Президиума Верховного Совета СССР удостоен звания Герой Советского Союза. Золотая Звезда № 4613 - Куракин Владимир Васильевич, гвардии старший лейтенант, заместитель командира эскадрильи 141-го гвардейского штурмового авиационного полка 9-й гвардейской штурмовой авиационной дивизии 1-го гвардейского штурмового авиационного корпуса 2-й воздушной армии 27 июня 1945 года Указом Президиума Верховного Совета СССР удостоен звания Герой Советского Союза. Золотая Звезда № 2423 - Мочалов Михаил Ильич, гвардии лейтенант, заместитель командира эскадрильи 144-го гвардейского штурмового авиационного полка 9-й гвардейской штурмовой авиационной дивизии 1-го гвардейского штурмового авиационного корпуса 5-й воздушной армии 26 октября 1944 года Указом Президиума Верховного Совета СССР удостоен звания Герой Советского Союза. Золотая Звезда № 4620 - Мельников Сергей Фролович, гвардии подполковник, заместитель командира по политической части 155-го гвардейского штурмового авиационного полка 9-й гвардейской штурмовой авиационной дивизии 1-го гвардейского штурмового авиационного корпуса 2-й воздушной армии 5 мая 1990 года Указом Президиума Верховного Совета СССР удостоен звания Герой Советского Союза. Посмертно. Золотая Звезда № 11618 - Опрышко Николай Александрович, гвардии старший лейтенант, командир звена 155-го гвардейского штурмового авиационного полка 9-й гвардейской штурмовой авиационной дивизии 1-го гвардейского штурмового авиационного корпуса 2-й воздушной армии 27 июня 1945 года Указом Президиума Верховного Совета СССР удостоен звания Герой Советского Союза. Золотая Звезда № 6029 - Петров Александр Иванович, гвардии лейтенант, командир звена 155-го гвардейского штурмового авиационного полка 9-й гвардейской штурмовой авиационной дивизии 1-го гвардейского штурмового авиационного корпуса 5-й воздушной армии 26 октября 1944 года Указом Президиума Верховного Совета СССР удостоен звания Герой Советского Союза. Золотая Звезда № 4615 - Пургин Николай Иванович, гвардии лейтенант, командир звена 155-го гвардейского штурмового авиационного полка 9-й гвардейской штурмовой авиационной дивизии 1-го гвардейского штурмового авиационного корпуса 5-й воздушной армии 26 октября 1944 года Указом Президиума Верховного Совета СССР удостоен звания Герой Советского Союза. Золотая Звезда № 4614 - Петров Николай Степанович, гвардии лейтенант, командир звена 141-го гвардейского штурмового авиационного полка 9-й гвардейской штурмовой авиационной дивизии 1-го гвардейского штурмового авиационного корпуса 2-й воздушной армии 27 июня 1945 года Указом Президиума Верховного Совета СССР удостоен звания Герой Советского Союза. Золотая Звезда № 6591 - Расницов Анатолий Михайлович, гвардии лейтенант, командир звена 144-го гвардейского штурмового авиационного полка 9-й гвардейской штурмовой авиационной дивизии 1-го гвардейского штурмового авиационного корпуса 2-й воздушной армии 27 июня 1945 года Указом Президиума Верховного Совета СССР удостоен звания Герой Советского Союза. Золотая Звезда № 6574 - Сидякин Василий Павлович, гвардии лейтенант, старший лётчик 155-го гвардейского штурмового авиационного полка 9-й гвардейской штурмовой авиационной дивизии 1-го гвардейского штурмового авиационного корпуса 2-й воздушной армии 10 апреля 1945 года Указом Президиума Верховного Совета СССР удостоен звания Герой Советского Союза. Золотая Звезда № 6081 - Чепелюк Сергей Георгиевич, гвардии младший лейтенант, заместитель командира эскадрильи 144-го гвардейского штурмового авиационного полка 9-й гвардейской штурмовой авиационной дивизии 1-го гвардейского штурмового авиационного корпуса 5-й воздушной армии 26 октября 1944 года Указом Президиума Верховного Совета СССР удостоен звания Герой Советского Союза. Золотая Звезда № 4621 - Чернецов Григорий Устинович, гвардии полковник, командир 155-го гвардейского штурмового авиационного полка 9-й гвардейской штурмовой авиационной дивизии 1-го гвардейского штурмового авиационного корпуса 2-й воздушной армии 10 апреля 1945 года Указом Президиума Верховного Совета СССР удостоен звания Герой Советского Союза. Золотая Звезда № 6082 - Чечелашвили Отари Григорьевич, гвардии капитан, командир эскадрильи 141-го гвардейского штурмового авиационного полка 9-й гвардейской штурмовой авиационной дивизии 1-го гвардейского штурмового авиационного корпуса 2-й воздушной армии 27 июня 1945 года Указом Президиума Верховного Совета СССР удостоен звания Герой Советского Союза. Золотая Звезда № 7462 - Шакурин Пётр Степанович, гвардии капитан, командир эскадрильи 155-го гвардейского штурмового авиационного полка 9-й гвардейской штурмовой авиационной дивизии 1-го гвардейского штурмового авиационного корпуса 2-й воздушной армии 27 июня 1945 года Указом Президиума Верховного Совета СССР удостоен звания Герой Советского Союза. Золотая Звезда № 7893 - Щапов Борис Дмитриевич, гвардии младший лейтенант, старший лётчик 144-го гвардейского штурмового авиационного полка 9-й гвардейской штурмовой авиационной дивизии 1-го гвардейского штурмового авиационного корпуса 5-й воздушной армии 19 августа 1944 года Указом Президиума Верховного Совета СССР удостоен звания Герой Советского Союза. Посмертно |

### Кавалеры Орденов Славы 3-х степеней
- Мамонтов, Анатолий Григорьевич, гвардии сержант, воздушный стрелок 141-го гвардейского штурмового авиационного полка. Указом Президиума Верховного Совета СССР от 27 июня 1945 года награждён орденом Славы 1-й степени.

## Базирование
| Период               | Место базирования                       |
| -------------------- | --------------------------------------- |
| 04.1945 — 11.05.1945 | Финстервальде (Финстервальде), Германия |
| 11.05.1945 — 09.1946 | Цвёльфаксинг, (Цвёльфаксинг) Австрия    |